# Ludwig Schäfer-Grohe
Ludwig Schäfer-Grohe, geb. Schäfer (* 30. Dezember 1909 in Mainz; † 10. August 1983 in Fellbach), war ein deutscher Maler, Grafiker, Zeichner und Lithograph.

## Leben
Ludwig Schäfer absolvierte von 1924 bis 1928 eine Lehre zum Lithographen. Danach besuchte er von 1928 bis 1932 an die Kunst- und Gewerbeschule in Mainz. Im Jahr 1932 unternahm er eine Studienfahrt nach Italien. Von 1932 bis 1936 arbeitete er als Hausgrafiker in verschiedenen Druckereien. 1934 heiratete er die Malerin und Bildhauerin Susanne („Suse“) Grohe (* 1914), mit der er auch zusammenarbeitete. 1936 folgte der Umzug nach Fellbach. Im gleichen Jahr begann er für die Kunstanstalt Krugmann in Fürth zu arbeiten, für die er Weinetiketten gestaltete. Später war er neben seiner Tätigkeit als freischaffender Künstler unter anderem für die Deutsche Post (Bildkarte Das nördliche Württemberg, 1943) und den Stuttgarter Verlag tätig. Er unternahm Reisen nach Marokko (1976), Mesopotamien (1977), Mexiko und Guatemala (1978), Nepal, Indien und Sri Lanka (1979) sowie Ägypten (1980).
Ludwig Schäfer-Grohe wirkte vor allem in den Bereichen Landschaftsdarstellung, Architektur und Heraldik. 1931 hatte er seine erste Sonderausstellung im Gutenberg-Museum in Mainz. 1937 beschickte er zusammen mit seiner Ehefrau eine Sonderausstellung im Landesgewerbemuseum Stuttgart. Zu seinen besonderen Aufträgen zählte das Zeichnen in der Medici-Kapelle in Florenz für Freddy de Medicis, Brüssel, im Jahr 1979. Seine Werke wurden u. a. von der Stadt Fellbach, dem Rems-Murr-Kreis und der Staatsgalerie Stuttgart angekauft.

## Veröffentlichungen (Auswahl)
- Aus Württembergs Schatzkästlein. Worte schwäbischer Dichter und Bilder aus Württemberg. Schrift- und Bildgestaltung von Ludwig Schäfer-Grohe. Belser, Stuttgart 1949.
- Malerfahrt durchs Taubertal. [Text und Vignetten: Suse Schäfer-Grohe. Bildzeichnungen und Reproduktion: Ludwig Schäfer-Grohe]. Belser, Stuttgart ca. 1953
- Romantische Rheinfahrt. Eine Malerreise entlang des Rheins von Mainz bis Köln. Stollfuss, Bonn 1968